# Ледяные пауки
«Ледяные пауки» (англ. Ice Spiders) — американский фантастический фильм ужасов. Снимался специально для телевидения.

## Сюжет
Одна секретная военная лаборатория занималась генетическими экспериментами, связанными с пауками, собираясь с их помощью получить защиту от неприятельских войск. Но огромные пауки сбегают в районе горнолыжного курорта и нападают на отдыхающих.

## Художественные особенности
В фильме показано множество пауков разных видов. Некоторые из них не существуют на самом деле. Компьютерная графика в некоторых сценах на весьма низком уровне.

## Критика
Фильм получил исключительно отрицательные отзывы. В рецензии на сайте suite101.com фильму дана негативная оценка: хотя некоторые моменты названы «напряжёнными», отмечено, что фильм «проблемный», а конечный результат получился «неважным». На сайте bisforbrains.com отмечены неплохой сюжет, но плохая работа режиссёра, плохая игра актёров, нереалистично двигающиеся пауки; в итоге фильм расценен как неинтересный, смотреть его рецензент не рекомендует. На blogcritics.org критике был в первую очередь подвергнут сюжет фильма. Сайт 7mpictures.com подверг критике спецэффекты фильма, сравнив их с бытовавшими в 1950-е годы, а сам фильм, по мнению рецензента, не отличается талантливой актёрской игрой и не может претендовать на какую-либо награду. По его мнению, фильм даже не будет страшен большинству людей, хотя некоторым любителям «низкопробных развлечений» может прийтись по вкусу.